# Hedyotis tridentata
Hedyotis tridentata là một loài thực vật có hoa trong họ Thiến thảo. Loài này được Ridsdale mô tả khoa học đầu tiên năm 1996.